# 吉田基已
吉田 基已（よしだ もとい、1976年 - ）は、日本の漫画家。女性。京都府京都市在住。代表作に『恋風』がある。
1998年、第4回MANGA OPEN（講談社）において「水と銀」でわたせせいぞう賞を受賞。翌年、同作品にて『モーニング』でデビューする。

## 作品リスト
- 水と銀 - 第4回MANGA OPEN審査員特別賞"わたせせいぞう賞"受賞作およびその続編。
- 恋風（2001年 - 2004年、イブニング、全5巻） - 2004年にアニメ化された[2]。
  - 新装版 恋風（2014年、全5巻）
- 水の色 銀の月（2005年 - [3]、モーニング、既刊2巻） - 上記『水と銀』の人物を引き継いだオムニバス風作品。
- 夏の前日（2009年 - 2014年、good!アフタヌーン、全5巻）
- 滾る湯（2014年、good!アフタヌーン2015年1号） - 漆原友紀『蟲師』のトリビュート読切。『蟲師 外譚集』（2015年4月発行）に収録された。
- 官能先生（2016年 - 、イブニング連載中、既刊3巻）